# Colombiers, Vienne

Colombiers este o comună în departamentul Vienne, Franța. În 2009 avea o populație de 1,482 de locuitori.